# Carl Göller
Carl Göller (* 1801; † 16. Februar 1887) war ein deutscher Orgelbauer mit Werkstattsitz in Tauberbischofsheim. Er baute hauptsächlich Orgeln für Kirchen in Baden.

## Leben und Werk
Carl Göller wurde 1826 Kreisorgelbauer in Tauberbischofsheim und war als solcher hauptsächlich im badischen Bauland und im Taubergrund tätig. Ab 1859 arbeitete er mit dem Instrumenten- und Orgelbauer Eduard Pfeifer aus Heidelberg zusammen und verschob sein Arbeitsgebiet so nach Mittelbaden. Seinen Neffen Karl Josef Krüger bildete er ebenfalls zum Orgelbauer und seinem Nachfolger in Tauberbischofsheim aus.

## Werkliste (unvollständig)
Diese Werkliste umfasst die fachlich bekannten Werke Carl Göllers. Das Jahr in der ersten Spalte meint das Jahr der Fertigstellung. In der fünften Spalte bezeichnet die römische Zahl die Anzahl der Manuale, ein großes „P“ ein selbstständiges Pedal. Die arabische Zahl gibt die Anzahl der klingenden Register an. Die letzte Spalte bietet Angaben zum Erhaltungszustand und zu Besonderheiten sowie Links mit weiterführender Information. Leere Felder zeigen an, dass die zugehörige Information nicht bekannt ist.

### Neubauten
| Jahr | Ort                             | Gebäude                                | Bild | Manuale | Register | Bemerkungen                                          |
| ---- | ------------------------------- | -------------------------------------- | ---- | ------- | -------- | ---------------------------------------------------- |
| 1827 | Altheim                         |                                        |      |         |          |                                                      |
| 1832 | Paimar                          | St. Laurentius                         |      | I/P     | 8        | Erhalten; 2008 von Joachim Popp Orgelbau restauriert |
| 1844 | Gissigheim                      | St. Peter und Paul                     |      |         |          |                                                      |
| 1844 | Eiersheim                       | St. Margareta                          |      |         |          |                                                      |
| 1845 | Hemsbach (Osterburken)          | St. Mauritius                          |      |         |          | mind. Gehäuse erhalten; 1968 renoviert               |
| 1845 | Hochhausen (Tauberbischofsheim) | Vorgängerbau der St.-Pankratius-Kirche |      |         |          | Einige Holzpfeifen erhalten                          |
| 1846 | Osterburken                     |                                        |      |         |          |                                                      |
| 1853 | Grünenwörth                     |                                        |      |         |          |                                                      |
| 1856 | Merchingen (Ravenstein)         |                                        |      |         |          |                                                      |

### Umbauten, Umstellungen und Reparaturen
| Jahr | Ort          | Gebäude                          | Bemerkungen                                                                                               |
| ---- | ------------ | -------------------------------- | --- |
| 1852 | Uiffingen    | Evangelische Kirche              | Reparatur der von Conrad Schott gebauten und 1821–1822 von Johann Halter in Uiffingen aufgestellten Orgel |
| 1855 | Mosbach      | Stiftskirche, evangelischer Teil | Umbau der Orgel                                                                                           |
| 1861 | Neckargemünd | Ulrichskirche                    | Reparatur der 1785 von Franz Stumm gebauten und zuvor bereits vielfach reparierten Orgel                  |
| 1862 | Heddesheim   | St. Remigius                     | Reparatur der 1792–1793 von Johann Georg Geib gebauten Orgel                                              |
| 1865 | Hilsbach     | Michaelskirche                   | Reparatur der um 1825 aus Eppingen angekauften Orgel                                                      |
| 1865 | Ladenburg    | Sebastianskapelle                | Aufstellung der 1790 von Andreas Krämer für die St.-Gallus-Kirche erbauten Orgel                          |
| 1866 | Lobenfeld    | Klosterkirche                    | Reparatur der 1773 von Johann Heinrich Dickel gebauten und 1862–1863 von Louis Voit umgebauten Orgel      |
| 1878 | Hoffenheim   | Evangelische Kirche              | Reparatur der 1842–1845 von Eberhard Friedrich Walcker gebauten Orgel                                     |